# Jarosław Gwizdak
Jarosław Krzysztof Gwizdak, ps. Jaras (ur. 29 maja 1974 w Katowicach) – polski prawnik, działacz społeczny, sędzia, propagator sprawnych, przyjaznych i obywatelskich instytucji życia publicznego, mediacji oraz innowacji społecznych.

## Życiorys
Absolwent IV Liceum Ogólnokształcącego im. gen. Stanisława Maczka w Katowicach, Wydziału Prawa i Administracji Uniwersytetu Śląskiego w Katowicach (1998), studiów z zakresu prawa brytyjskiego i europejskiego (Uniwersytet w Cambridge) oraz Leadership Academy for Poland edycja 2017. Laureat głównej nagrody pierwszej edycji plebiscytu „Obywatelski Sędzia Roku 2015” Fundacji Court Watch Polska oraz plebiscytu Dziennika Zachodniego Osobowość Roku (2017) nominowany za propagowanie w społeczeństwie polskim wiedzy o prawie w sposób zrozumiały dla każdego człowieka. Współtwórca i inicjator obchodów Dnia Wymiaru Sprawiedliwości 2016 (#DWS16) w niemal 30 sądach w Polsce. Był gościem m.in. Akademii Sztuk Przepięknych Przystanku Woodstock 2017.
Od 2001 asesor, a od grudnia 2003 sędzia Sądu Rejonowego, orzekający w wydziałach cywilnych najpierw w Sądzie Rejonowym w Katowicach, potem Katowice-Zachód w Katowicach. Od 1 maja 2013 do 30 kwietnia 2017 – prezes sądu. 
Autor publikacji z zakresu zarządzania jednostkami wymiaru sprawiedliwości (wydawnictwo KSSiP, kwartalnik KRS) oraz rozdziałów w charytatywnych antologiach parentingowych „Macierzyństwo bez lukru”.
Prowadzi zajęcia z prawa cywilnego na Uniwersytecie Humanistycznospołecznym SWPS w Warszawie oraz współtworzył autorskie konwersatorium dla studentów prawa Wydziału Prawa i Administracji UŚ: „Sąd – tu się spotyka teoria i praktyka”.
W czerwcu 2018 ogłosił, że będzie kandydować na prezydenta Katowic w wyborach samorządowych w październiku 2018. Uzyskał 12.461 głosów (10,63%), zajmując trzecie miejsce. Jego komitetowi zabrakło 700 głosów, by dostać się do Rady Miasta. Po wyborach wrócił do orzekania. 3 czerwca 2019 odszedł z zawodu sędziowskiego, motywując to zmęczeniem zmaganiami z biurokracją i naciskami politycznymi oraz chęcią zaangażowania się w poprawę funkcjonowania wymiaru sprawiedliwości w ramach trzeciego sektora. 15 lipca 2019 został członkiem Zarządu Fundacji INPRIS.
Mieszka w Katowicach, w dzielnicy Koszutka. W sierpniu 2019 został wybrany przewodniczącym rady dzielnicy. Gra w amatorskim zespole punkowym The Judges.